# Festuca cretacea
Festuca cretacea är en gräsart som beskrevs av Mikhail Grigoríevič Popov och Johannes Max Proskauer. Festuca cretacea ingår i släktet svinglar, och familjen gräs. Inga underarter finns listade i Catalogue of Life.